# Lacapelle-Cabanac
Lacapelle-Cabanac is een gemeente in het Franse departement Lot (regio Occitanie) en telt 148 inwoners (2005). De plaats maakt deel uit van het arrondissement Cahors.

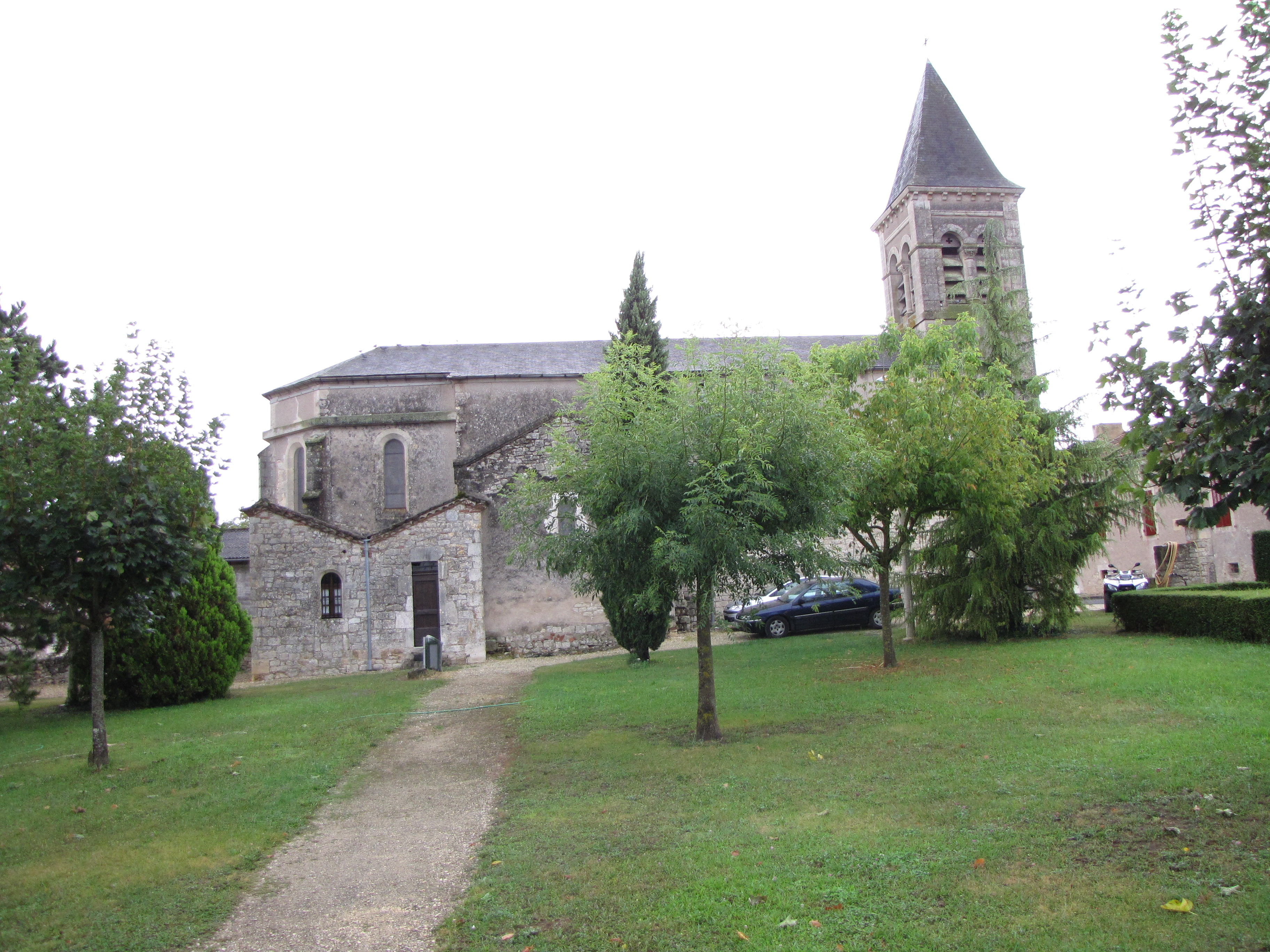
Kerk van Lacapelle-Cabanac
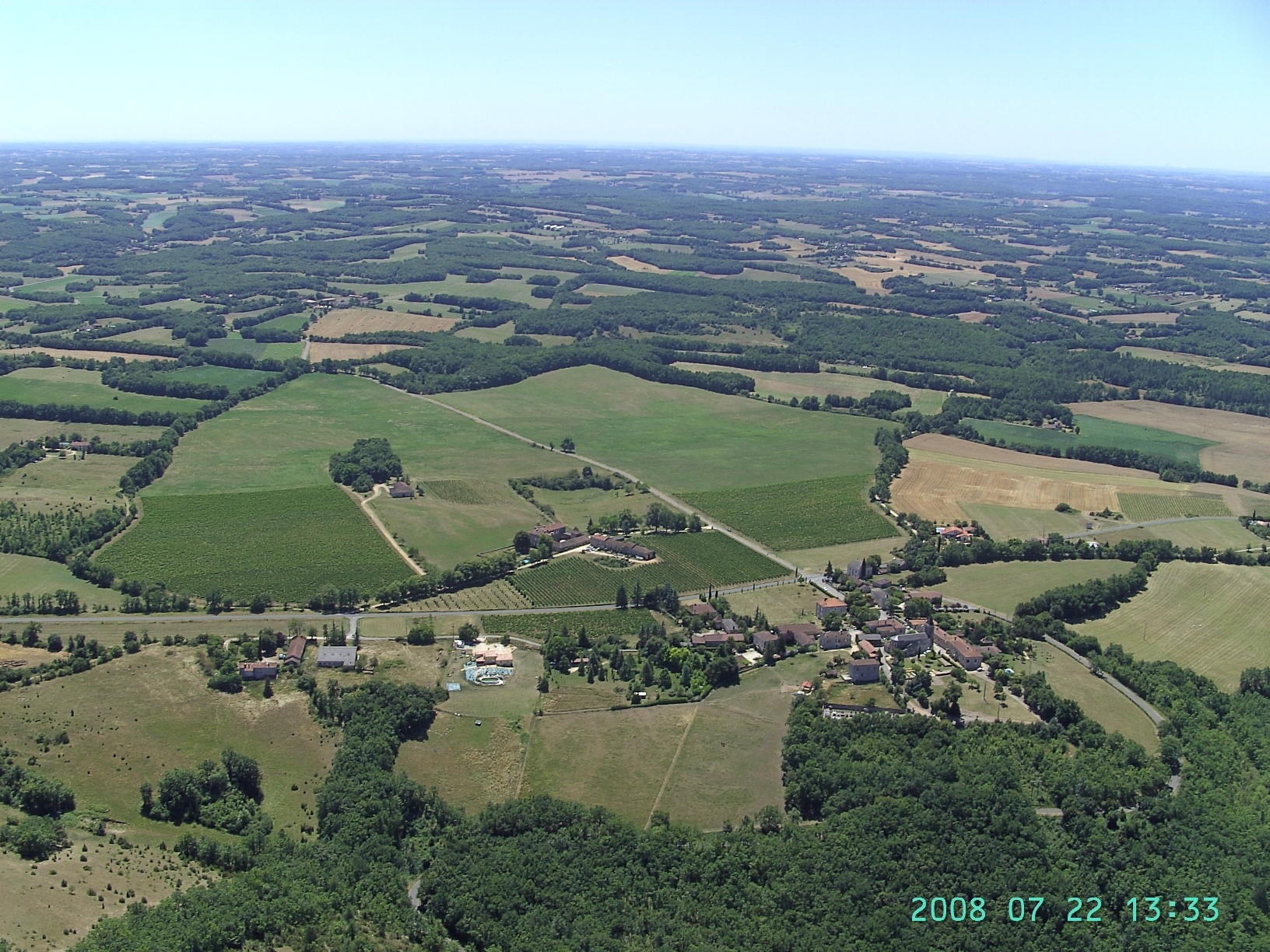
Lacapelle-Cabanac

## Geografie
De oppervlakte van Lacapelle-Cabanac bedraagt 8,1 km², de bevolkingsdichtheid is 18,3 inwoners per km².
De onderstaande kaart toont de ligging van Lacapelle-Cabanac met de belangrijkste infrastructuur en aangrenzende gemeenten.

## Demografie
Onderstaande figuur toont het verloop van het inwonertal (bron: INSEE-tellingen).